# Andrzej II (wielki książę włodzimierski)
Andrzej Jarosławowicz (zm. 1264) – trzeci syn wielkiego księcia Jarosława Wsiełowodowicza, książę suzdalski, w latach 1249–1252 wielki książę włodzimierski.

## Życiorys
W 1247 r., po śmierci ojca, Andrzej z bratem Aleksandrem Newskim pojechał do Ordy Wołżańskiej, a stamtąd do Mongolii, do Wielkiego Chana. Po dwóch latach wrócił stamtąd z jarłykiem na Wielkie Księstwo Włodzimierskie, chociaż nie był starszym bratem. W 1250 r. Andrzej ożenił się z córką Daniela Halickiego i nawiązał z nim kontakty. W 1252 r. Aleksander pojechał nad Don do Sartaka, syna Batu-chana stojącego na czele ordy, ze skargą na Andrzeja, że ten niezgodnie ze starszeństwem otrzymał tron wielkoksiążęcy i że nie płacił danin w pełnym wymiarze. Na skutek tej skargi Aleksander otrzymał jarłyk na panowanie, a przeciwko Andrzejowi ruszyły oddziały tatarskie. Dowiedziawszy się o tatarskiej inwazji, Andrzej zakrzyczał: «Po cóż nam między sobą walczyć i sprowadzać Tatarów; Lepiej biec w ziemie cudze niż przyjaźnić się z Tatarami i im służyć!». Tatarzy doścignęli go pod Peresławiem Zaleskim, rozbili i zmusili do ucieczki do Nowogrodu Wielkiego i dalej do Szwecji. W 1256 r. A. powrócił do ojczyzny i z miłością został przyjęty przez Aleksandra, który rehabilitował go przed Chanem i dał w udział Gorodziec oraz Niżny Nowogród, a potem Suzdal. Zachowały się przekazy o tym, że Andrzej po śmierci Aleksandra (zm. 1263) znów walczył o wielkie księstwo, ale Chan wolał kolejnego brata, Jarosława.
Andrzej był przodkiem książąt suzdalskich, a później niżnonowogrodzkich. Z nich Dymitr Suzdalski w 1359–1362 był wielkim księciem włodzimierskim. Od XV wieku książęta suzdalsko-niżnonowogrodzcy nosili nazwisko Szujscy; z nich wywodził się car Wasyl IV Szujski (1606–1610).

## Potomkowie
- Jerzy Andriejewicz – książę suzdalski (1264-1279)
- Michał Andrjejewicz (zm. 1305) – książę suzdalski
- Wasyl Andriejewicz – książę suzdalski (do 1309)
  - Aleksander Wasylewicz – książę suzdalski (1327-1332)
  - Konstanty Wasylewicz – książę suzdalski
    - Andrzej Konstantynowicz – książę suzdalski (1355-1365)
    - Dymitr Konstantynowicz – książę suzdalski (1356-1383), wielki książę suzdalsko-niżnonowgorodzki (1365-1383), wielki książę włodzimierski (1359-1362)
      - Wasyl Kudriapa (ok. 1350-1403), protoplasta książąt Szujskich

    - Borys Konstantynowicz – książę suzdalski (1383-1392)